# Chronologie de Vesoul
La chronologie de Vesoul reprend par ordre chronologique les principaux événements qui ont eu lieu dans la ville de Vesoul, préfecture de la Haute-Saône.

## Histoire

### Néolithique
- -6000 : des objets datant du Néolithique ont été retrouvés à La Motte et au Plateau de Cita.

### LeIXesiècle
- 899 : un document officiel faisant référence à la ville la désigne pour la première fois par le terme de Castrum Vésulium : qui donnera Vesoul

### LeXesiècle
- 988 : premier siège sur la ville

### LeXIesiècle
- 1092 : fondation du prieuré du Marteroy

### LeXIIesiècle
- 1140 : Élection du premier maire de Vesoul
- 1162 : Venue de Barberousse à Vesoul pour y juger le litige entre l'abbesse de Baumes-lès-Nonnes et Thierry de Soye
- 1188 : Le premier prévôt de Vesoul est signalé

### LeXIIIesiècle
- 1270 : Jacques Mignottin, bourgeois de Vesoul fais don, au Monastère du Marteroy, une pièce de vigne.
- 1271 : Saint Nicolas, le prieur de l'église, achète au bourgeois Jacques Dillez la moitié des dimes de Villeparois
- 1273 : Maclet de Traves, bourgeois de Vesoul fais don, au Monastère du Marteroy, de beaucoup de biens mobilier et immobilier.
- 1282 : Hugues, prévôt de Vesoul, choisit par testament sa sépulture de l'église du Prieuré du Marteroy, où il avait d'ailleurs fondé une chapelle
- 1286 : le comte de la ville donne en échange à l'abbé de Luxeuil, 30 bichets de froment à prendre sur les moulins bannaux de Vesoul.

### LeXIVesiècle
- 1311 : Thierry de Vesoul, élit également, comme le prévôt Hugues, sa sépulture en l'église.
- 1315 : implantation des établissements religieux dans la ville
- 1333 : chef-lieu du bailliage d’Amont (moitié nord du comté de Bourgogne) et création de la foire de la Sainte-Catherine.
- 1348 : terrible épidémie dans la ville qui décima la moitié de la population de Vesoul avec la mort de 86 juifs.
- 1360 : siège de Vesoul par les écorcheurs

### LeXVesiècle
- 1480 : La ville et le château sont anéantis par les Français

### LeXVIesiècle
- 1572 : l’hôpital fut transféré dans l’Impasse de la Charité
- 1576 : on trouve les premières traces de l’établissement du collège primitif dans les anciennes écoles municipales.
- 1595 : destruction du château par les troupes de Tremblecourt

### LeXVIIesiècle
- 1603 : le Collège Gérôme ouvre ses portes en tant que collège des Jésuites.
- 1613 : Françoise Care entrant fonda le couvent des annonciades célestes et en fut la première mère supérieure.
- 1615 : installation du Couvent des Ursulines de Vesoul
- 1619 : sur la rive droite de la rivière a été construit un Hôpital qui, désaffecté, devient en 1938 l’Hôtel de ville de Vesoul.
- 1636 : Vesoul connut les horreurs de la guerre de Dix-ans jusqu'en 1645. La ville fut couverte de dettes.
- 1645 : Pour les punir d’avoir ouvert leurs portes aux Lorrains, les Espagnols et les Comtois du connétable de Castille "se mirent à piller et butiner de telles forces que rien ne demeura en la dite ville que les murailles des maisons bien isolées"
- 1674 : Vesoul est conquise par les troupes de Louis XIV commandées par le duc de Navailles
- 1678 : Traité de Nimègue, annexion de la Franche-Comté au royaume de France.

### LeXVIIIesiècle
- 1703 : depuis plusieurs siècles, il y a un certain nombre[1] de villages au voisinage de Vesoul qui sont obligés en qualité de dépendance d’y faire guet et garde lorsque l’occasion l’exige et aussi d’entretenir et de réparer les fortifications qui l’entourent.
- 1717 : l’invention du Pont actuel de l’Hôpital. Sous la voûte de ce pont se trouvent les conduites de la source qui alimente la Ville.
- 1732 : début construction de l’église Saint-Georges de Vesoul
- 1740 : la construction des Casernes est commencée. Au début, c’était un simple pavillon où l’on pouvait loger à peine un escadron.
- 1744 : passage de Louis XV à son retour de Fribourg
- 1745 : fin construction de l’église Saint-Georges de Vesoul
- 1762 : l’agrandissement de l’Hôpital par la construction dans le jardin, d’une salle pour trente lits.
- 1763 : le Conseil reconnaît que la seule fontaine de la ville tombe en ruines et qu’il faut capter des sources à La Motte
- 1765 : début construction du Présidial
- 1770 : mise en service de l'Ancien Cimetière de Vesoul
- 1771 : fin construction du Présidial et ouverture de la Bibliothèque Louis-Garret
- 1775 : installation d’un régiment de cavalerie.
- 1776 : ajout de bâtiments dans la Casernes (notamment des écuries).
- 1790 : la ville devient préfecture de la Haute-Saône et création du District de Vesoul
- 1791 : création du Diocèse de Vesoul et un séminaire départemental fut installé dans les locaux inutilisés du collège.
- 1795 : suppression du District de Vesoul
- 1796 : création des Archives départementales de la Haute-Saône
- 1797 :Antoine de Mailly devient maire

### LeXIXesiècle
- 1801 : disparition[2] du Diocèse de Vesoul
- 1816 : la chapelle des Ursulines fut transformée en salle de spectacle.
- 1814 : Capitale d’un État tampon créé entre la France et l’Allemagne et composé de l’ancienne province de Franche-Comté, du département des Vosges, des principautés de Montbéliard et de Porrentruy.
- 1818 : inauguration de la Place de la République de Vesoul
- 1821 : l'Hôtel de préfecture de la Haute-Saône y est inaugurée.
- 1837 : ouverture de la Maison d'arrêt de Vesoul
- 1841 : fondation de l'Église protestante de Vesoul
- 1853 : le Télégraphe électrique est installé à Vesoul.
- 1854 : le choléra qui fit 9 228 victimes dans le département, épargna Vesoul où il n’y eut aucun décès.
- 1857 : inauguration de la chapelle de Notre-Dame-de-la-Motte en présence de nombreuses personnalités et d’une foule innombrable de fidèles Vésuliens et étrangers.
- 1858 : inauguration de la Gare de Vesoul à l’occasion de la solennelle réception de la ligne Paris-Mulhouse pour la section comprise entre Chalindrey et Vesoul.
- 1861 : le collège fut transformé en lycée dont l’inauguration eut lieu le 1er octobre.
- 1863 : création du Jardin anglais de Vesoul, de la Ligne de Vaivre à Gray et du nouveau lycée. Il comptait environ 200 élèves.
- 1872 : la Haute-Saône se dota d’un réseau de chemin de fer Vicinaux qui convergent à Vesoul (1910-1911) et création du Consistoire de l’Est Juif avec la venue du Grand-rabbin Moïse Schuhl.
- 1875 : fondation de la Synagogue de Vesoul
- 1882 : création du musée de Vesoul
- 1887 : installation du 11e régiment de chasseurs.
- 1889 : on construisit l’observatoire de La Motte.

### LeXXesiècle
- 1909 : Louis Monnier dresse[3] le bilan de la situation industrielle :trois grandes imprimeries, une limerie renommée...
- 1910 : fondation du club omnisports de l'Avant-garde de la Motte de Vesoul
- 1914 : durant la Première Guerre mondiale, 271 Vésuliens y laissèrent leur vie
- 1921 : fondation du club de football, le Vesoul Haute-Saône Football
- 1935 : le nouvel ensemble hospitalier reçut le nom de Paul Morel
- 1938 : inauguration de l’Hôtel de ville, qui marquait l’apogée de son action municipale
- 1939 : départ définitif du 11e régiment de chasseurs
- 1940 : les Allemands sont entrés en vainqueurs à la préfecture où le préfet Jacques Henry les attendait.
- 1941 : mise en service du nouveau Cimetière de Vesoul
- 1944 : des hommes de la milice qui se repliaient avec la Wehrmacht, traversèrent Vesoul.
- 1945 : création du Canton de Vesoul-Est
- 1950 : construction du quartier des Rêpes
- 1953 : des entreprises (Dollé - tabacs) cessèrent leurs activités et inondations exceptionnelles dans la rue Gérôme.
- 1955 : les bâtiments de l’usine Dollé sont repris par U.d.i.m.e., filiale des cycles Peugeot.
- 1960 : installation de l'Usine PSA de Vesoul
- 1962 : aménagements du quartier du Montmarin
- 1964 : jumelage avec Gerlingen, Allemagne et création du Canton de Vesoul-Ouest
- 1969 : création de la Communauté d'agglomération de Vesoul
- 1975 : création de lieux d’entraide et de rencontres comme " la Marande " et fondation du club de handball, le CS Vesoul Haute-Saône
- 1976 : aménagement du Lac de Vaivre
- 1977 : ouverture de la Piscine des Canetons de Vesoul
- 1981 : création de la Réserve naturelle nationale du Sabot de Frotey
- 1983 : création de la Mosquée Arrahma, du musée de la moto tout-terrain et du Théâtre Edwige-Feuillère de Vesoul
- 1984 : premier Triathlon de Vesoul et inauguration du complexe sportif de la Maison des associations de Vesoul
- 1986 : inauguration du gymnase Jean Jaurès, sa tribune comporte 600 places.
- 1987 : la salle Parisot et l’École de dessin sont ouvertes.
- 1988 : ouverture de l'Institut universitaire de technologie de Vesoul
- 1990 : inauguration du gymnase Michel Roy.
- 1991 : création de la déchèterie de Vaivre.
- 1995 : création du Festival international des cinémas d'Asie de Vesoul
- 1999 : ouverture du Ludolac de Vesoul, complexe aquatique, Vesoul a inauguré la première Cyber Base de France

### LeXXIesiècle
- 2000 : création du Festival Jacques Brel de Vesoul
- 2001 : La ville est élue"Ville la plus sportive de France"
- 2004 : ouverture du Majestic Espace des Lumières de Vesoul
- 2006 : Labellisé "Ville amie des enfants" par l'Unicef, également en 2009 et inauguration de la statue de l'Avocat allant plaider
- 2010 : ouverture du Centre hospitalier intercommunal de Vesoul et du Pôle Santé de Vesoul, la ville est aussi labellisé "Ville conviviale et solidaire"
- 2011 : mise en service du Pôle Multimodal et incendie dans un immeuble du quartier du Montmarin
- 2012 : Vesoul est labellisé "Collecte QualiTri"